# Abronia frosti
Abronia frosti är en ödleart som beskrevs av  Campbell, Sasa ACEVEDO och MENDELSON 1998. Abronia frosti ingår i släktet Abronia och familjen kopparödlor. Inga underarter finns listade i Catalogue of Life.
Denna ödla lever endemisk i en liten region i västra Guatemala. Området är en bergstrakt vid cirka 2850 meter över havet. Det är täckt av fuktiga bergsskogar. Exemplaren gömmer sig i växter av släktet Bromelia som växer på träd.
Beståndet hotas av intensivt skogsbruk. En skalbagge som lever i regionen skadar flera träd. Artens kända utbredningsområde är endast 0,7 km² stort. IUCN listar arten som akut hotad (CR).